# Reczica (Bułgaria)
Reczica (bułg. Речица) – wieś w Bułgarii, w obwodzie Burgas, w gminie Ruen. W 2023 roku liczyła 710 mieszkańców.